# مونت هولي
مونت هولي (كارولاينا الشمالية) (بالإنجليزية: Mount Holly, North Carolina)‏ هي مدينة تقع في الولايات المتحدة في مقاطعة غاستون، كارولاينا الشمالية. يقدر عدد سكانها بـ 13,656 نسمة ومساحتها 25.9 كم2 وترتفع عن سطح البحر 195 متر.